# 제트투컴
제트투컴(영어: Jet2.com)은 영국의 저비용 항공사로 허브 공항은 알리칸테-엘체 공항, 벨파스트 국제공항, 버밍엄 공항, 브리스톨 공항, 이스트 미들랜드 공항, 에든버러 공항, 글래스고 공항, 리즈 브래드포드 공항, 런던 스탠스테드 공항, 맨체스터 공항, 뉴캐슬 국제공항, 팔마데마요르카 공항을 사용하고 있으며, 1983년에 설립된 항공사이다.

## 운항 노선
- 2020년 4월 제트투컴은 다음과 같은 노선을 운항하고 있다.

## 보유 기종
- 2020년 7월 기준으로 제트투컴은 다음과 같은 기종을 보유하고 있으며 평균 기령은 11.9년이다.[1][2][3]

## 사진

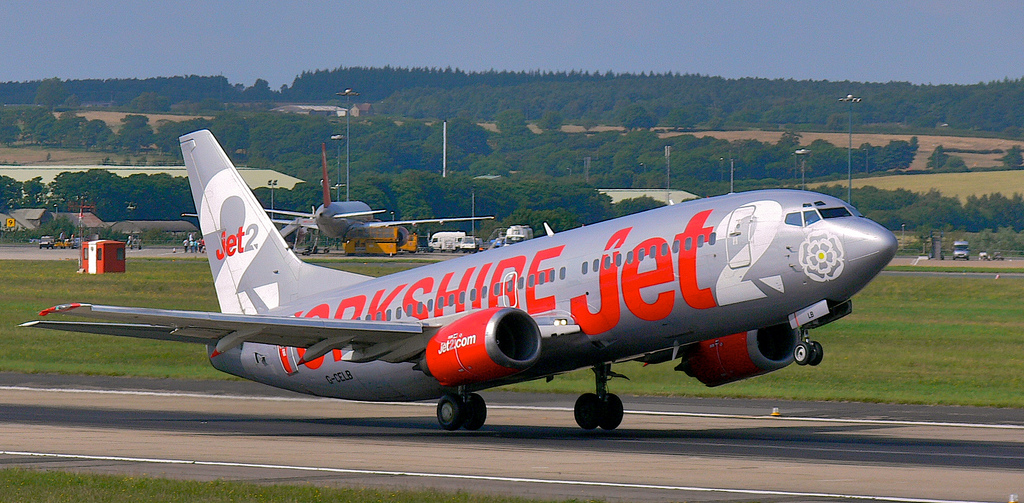
제트투컴의 보잉 737-300
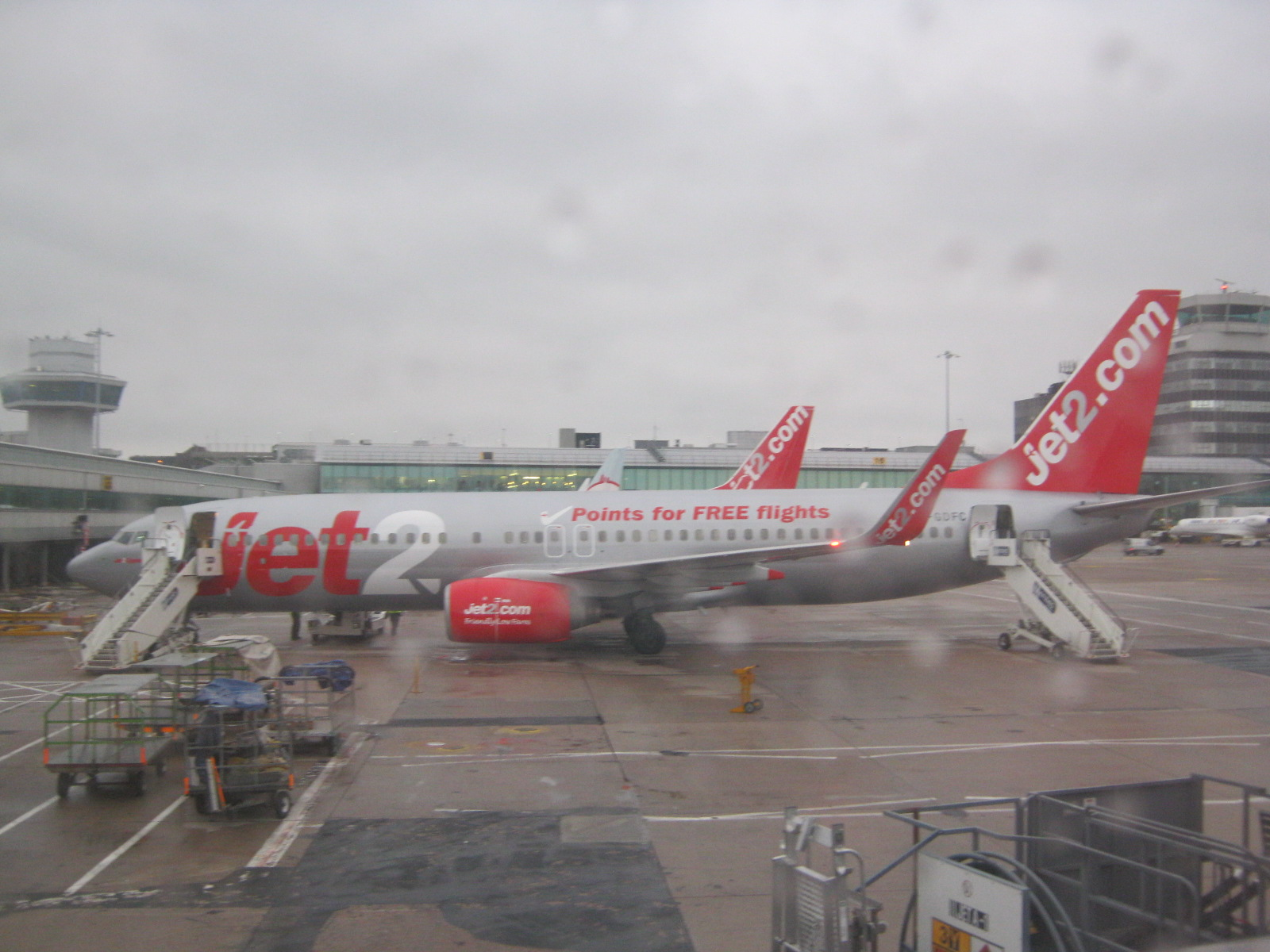
제트투컴의 보잉 737-800
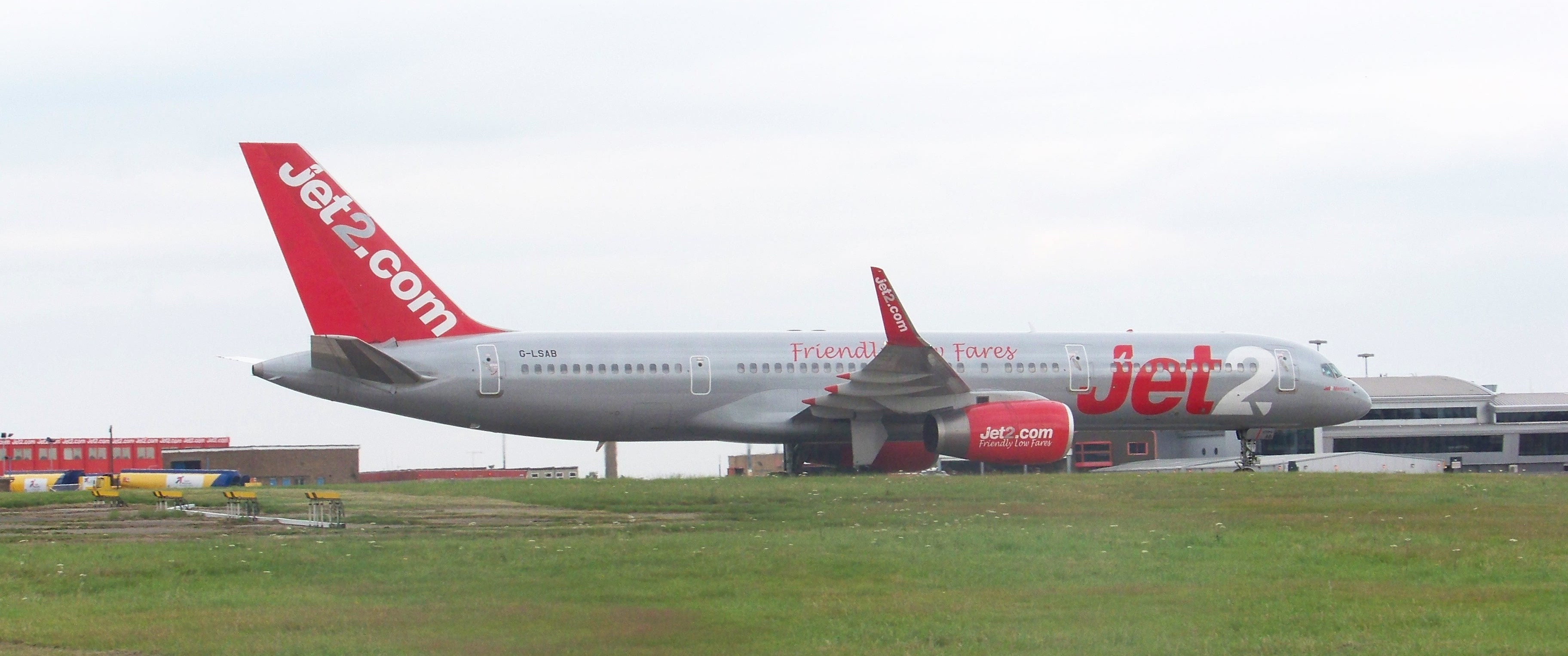
제트투컴의 보잉 757-200